# Maria Weber (Gewerkschafterin)

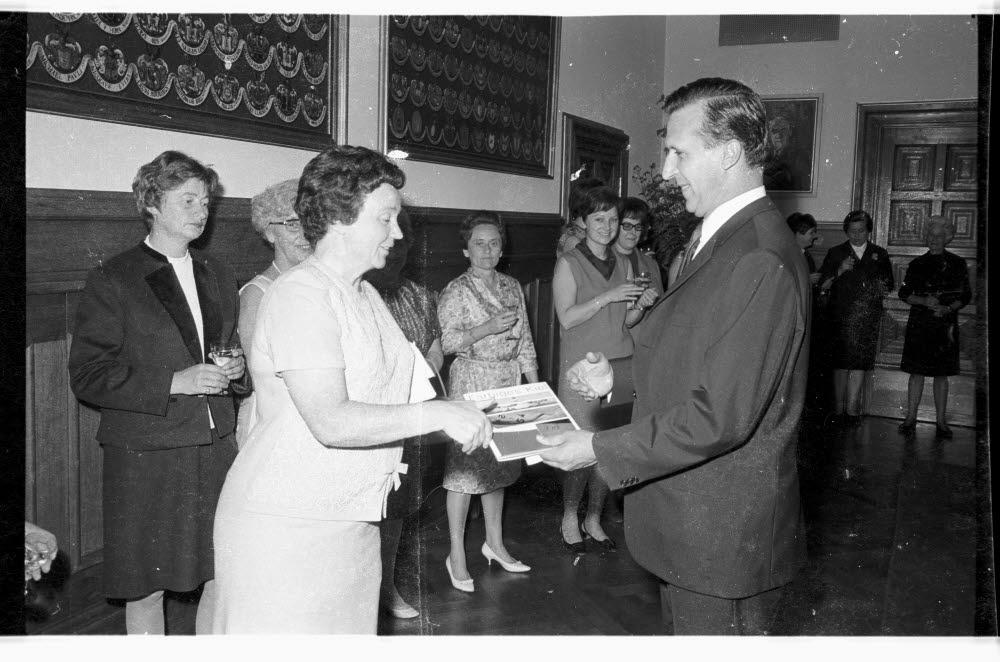
Maria Weber (vorn li.) bei einem Empfang des Bundesvorstandes im Kieler Rathaus (1968)

Maria Weber (* 27. Dezember 1919 in Horst-Emscher/Gelsenkirchen-Horst; † 25. Juni 2002 in Essen) war eine deutsche Gewerkschafterin. Sie war von 1972 bis 1982 stellvertretende Vorsitzende des Deutschen Gewerkschaftsbundes (DGB).

## Leben und Wirken

### Herkunft und Jugend
Maria Weber wuchs in einer Bergarbeiterfamilie im Ruhrgebiet auf. In ihrer Familie hatte die aktive Betätigung in der christlichen Arbeiterbewegung Tradition. Ihr Großvater war Mitbegründer der christlichen Gewerkschaften – der Christliche Bergarbeiterverband Essen ging auf seine Initiative mit zurück. Ihr Vater arbeitete 45 Jahre unter Tage. Zwei ihrer drei Brüder fielen im Zweiten Weltkrieg.
In ihrem Konfessionsmilieu verwurzelt, besuchte Weber vier Jahre lang die katholische Volksschule. Danach wechselte sie ebenfalls für vier Jahre auf eine höhere Mädchenschule. Im Anschluss begann sie eine Schneiderlehre, die sie 1938 mit der Gesellenprüfung beendete. Maria Weber galt als hochbegabt. Ihren Wunsch, zu studieren und Kinderärztin zu werden, konnte sie auch aus materiellen Gründen nicht verwirklichen. Ihr späteres gesellschaftspolitisches Engagement für Bildung und Bildungsgerechtigkeit war in dieser Erfahrung verankert.

### Nationalsozialismus und Zweiter Weltkrieg
Seit 1939 war Weber als Telefonistin und anschließend als Werkstoffprüferin in einem Großbetrieb. In jener Zeit versuchte sie, durch Abendkurse den erforderlichen Schulabschluss für ein Studium doch noch zu erlangen, was abermals an den Umständen der Zeit scheiterte.
Bis 1938 leitete Weber in der Gemeinde St. Hippolytus in Horst katholische Jugendgruppen. Als sie durch die Nationalsozialisten verboten wurden, blieb Weber in den katholischen Jugendverbänden weiterhin engagiert.
In den Kriegsjahren stand Maria Webers Abneigung gegenüber dem Nationalsozialismus in enger Verbindung zur katholischen Kirche. Ihre Pfarre gehörte zum Bistum Münster, wo Bischof Clemens August Graf von Galen wirkte. Als er sich gegen die Euthanasie wandte und seine Reden in der Gemeinde verteilt wurden, beteiligte sich daran auch Maria Weber. Einige Monate vor Kriegsende äußerte sich Weber im betrieblichen Umfeld regimekritisch und geriet in Gefahr. Von ihrem Vorgesetzten wurde sie in die Nähe von Schmallenberg versetzt, wo das kriegswichtige Unternehmen Gelsenberg-Benzin AG, bei dem Maria Weber beschäftigt war, wichtige Geräte vor Bombenangriffen in Sicherheit gebracht hatte.
Auf dem Werksgelände der Gelsenberg-Benzin AG in Gelsenkirchen-Horst kamen jüdische KZ-Häftlinge aus dem Konzentrationslager Auschwitz-Birkenau zum Einsatz. 1944 wurde ein Außenlager des Konzentrationslagers Buchenwald errichtet, um Arbeitskräfte für die Wiederaufbauarbeiten nach Bombenangriffen bei Gelsenberg Benzin verfügbar zu halten.
Als Maria Weber mit Kriegsende in das Ruhrgebiet zurückkehrte, hatte sich der Lebensmittelpunkt der Familie Weber von Horst-Emscher nach Altenessen verlagert. Man war ausgebombt worden.

### Gewerkschaftskarriere und gesellschaftspolitisches Engagement

#### Gewerkschaftliche Anfänge
Erste gewerkschaftliche Erfahrungen machte Weber in Versammlungen der IG Bergbau. Gelsenberg Benzin war ein Unternehmen des Ruhrbergbaus, das auf die Hydrierung von Steinkohle zur Produktion von Treibstoffen spezialisiert war. Nach Kriegsende konzentrierte sich das Unternehmen jedoch zunehmend auf die Verarbeitung von Erdöl. Nach dem Krieg trat Weber daher der Chemiegewerkschaft bei. Sie führte eines der ersten Mitgliedsbücher, dass die Gewerkschaft ausgab.
Sie wurde Betriebsrätin, besuchte 1947 bis 1948 die Akademie der Arbeit und kehrte in ihren Betrieb zurück, in dem sie zur stellvertretenden Betriebsratsvorsitzenden aufstieg. In der sich im Aufbau befindenden IG Chemie, Papier, Keramik übernahm sie erste wichtige Tätigkeiten auf Orts-, Bezirks- und Verbandsebene. In der britischen Besatzungszone trat Weber als Mitglied des Zonen-Frauenausschusses des DGB in den erweiterten Wirkungskreis Hans Böcklers. Er stand seit 1947 den zum Gewerkschaftsbund vereinigten Verbänden in der britischen Zone vor. Bis 1956 arbeitete Weber im Bezirksfrauenausschuss Westfalen und im Hauptfrauenausschuss in Funktionen der IG Chemie, Papier, Keramik.

#### DGB-Bundesvorstand
1950 wechselte Weber in die Hauptverwaltung des Deutschen Gewerkschaftsbundes nach Düsseldorf und übernahm als Sachbearbeiterin der Abteilung Frauen eine Tätigkeit im Geschäftsbereich Thea Harmuths, die Mitglied im DGB-Bundesvorstand war. Webers Engagement für die Rechte von Arbeitnehmerinnen und Arbeitnehmern konkretisierte sich in diesen Jahren auch dadurch, dass sie nach ihrem Wechsel nach Düsseldorf in der Vorstandsverwaltung des DGB erneut als Betriebsrätin sowie als Betriebsratsvorsitzende agierte.
Als Thea Harmuth 1956 verstarb, übertrug man Weber im Alter von 36 Jahren deren Aufgaben. Weber wurde Mitglied des Bundesvorstandes und verantwortlich für die Abteilungen Frauen, Berufliche Bildung und das Referat Handwerk. Im Jahr 1972 erlangte sie im Rahmen der Nachfolgeregelung für den aus dem DGB ausscheidenden Bernhard Tacke auch die Zuständigkeit für die Abteilung Bildung. Als Nachfolgerin Tackes übernahm Weber als stellvertretende Vorsitzende des DGB zugleich die Spitzenfunktion der Gewerkschafter aus der Christlich-Demokratischen Arbeitnehmerschaft (CDA). Da Martin Heiß 1980 aus gesundheitlichen Gründen vorzeitig den Bundesvorstand des DGB verließ und Irmgard Blättel seine Nachfolge antrat, gab Maria Weber im Rahmen der Neuverteilung der Geschäftsbereiche die Abteilung Frauen an Irmgard Blättel ab. Dafür wurde Weber in den letzten Jahren ihres DGB-Engagements noch verantwortlich für die Abteilung Tarifpolitik. Erstmals saßen von 1980 bis 1982 zwei Frauen im Geschäftsführenden Bundesvorstand des DGB – beide waren Mitglieder der CDA. 1982 trat Weber in den Ruhestand.

### Katholikin
Maria Weber verstand sich als Linkskatholikin. Eine Triebfeder ihres Engagements war die katholische Soziallehre. In verschiedenen Funktionen war Weber in der katholischen Kirche und im organisierten Katholizismus vertreten. Sie war von 1969 bis 1974 Mitglied im Beirat für politische Fragen beim Zentralkomitee der deutschen Katholiken ZdK und von 1975 bis 1979 Mitglied der Kommission für Wirtschaft und Soziales des ZdK. Zwischen 1968 und 1976 fungierte Maria Weber als Beraterin der Kommission für gesellschaftspolitische Fragen der Deutschen Bischofskonferenz.
1968 war sie Vizepräsidentin des 82. Deutschen Katholikentages „Mitten in dieser Welt“ in Essen. Die Arbeit in ihrer Altenessener Kirchengemeinde St. Johann Baptist unterstützte Weber aktiv. Hier gehörte sie dem Kirchenvorstand der Gemeinde an.

### CDA und CDU
Spät trat Maria Weber 1968 der CDU bei – nach eigenen Angaben auch nur deshalb, da führende Positionen in der CDA an eine Parteimitgliedschaft gebunden waren. Zu dieser Zeit hatte sie in den Sozialausschüssen der CDU, also in der Christlich-Demokratischen Arbeitnehmerschaft, bereits annähernd zwei Jahrzehnte mitgewirkt.
Seit Beginn der 1970er-Jahre engagierte sich Maria Weber verstärkt in der CDA. Sie wurde Vorsitzende der Arbeitsgemeinschaft berufstätiger Frauen der Sozialausschüsse und gelangte in den Vorstand der CDA. Sie führte dort seit 1973 die wichtige CDA-Arbeitsgemeinschaft an, die DGB-Gewerkschafter mit christlich-demokratischer Gesinnung bildeten. In dieser Funktion bemühte sich Weber um eine Annäherung zwischen den Gewerkschaften und der CDU, die unter dem neuen CDU-Vorsitzenden Helmut Kohl reformbereit zu sein schien. Webers Versuche der Etablierung eines christlich-demokratischen „Gewerkschaftsrats“ in Analogie zur entsprechenden sozialdemokratischen Einrichtung waren mit der Absicht einer Modernisierung der Arbeitnehmerpolitik in der CDU verbunden. In der Frauen- und Familienpolitik sollte die CDU vom konservativen Familienbild gelöst werden. Webers vielfältige politische Interventionen führten im weiteren Verlauf der 1970er-Jahre zu inhaltlichen und persönlichen Differenzen mit Helmut Kohl und Kurt Biedenkopf als Generalsekretär der CDU sowie mit Franz Josef Strauß und Edmund Stoiber als Generalsekretär der CSU.

### Themen und Konflikte
In ihren Funktionen setzte sich Weber für einige gewerkschaftliche Ziele besonders ein.
In der Frauenpolitik ging es ihr um die Gleichberechtigung bei Lohn und Arbeit sowie im Sozial- und Arbeitsrecht. An einer der Schnittstellen der Familien-, Frauen- und Bildungspolitik, bei der Betreuung von Kindern, wurde unter Webers Leitung im DGB die zunehmende Bedeutung der Betreuung gegenüber konventionellen gewerkschaftlichen Forderungen wie etwa dem Mutterschutz frühzeitig akzentuiert.
In einem mitunter hart geführten Konflikt mit CDU und CSU trat Weber mit Nachdruck für die Gesamtschule ein, mit der sie die Chancen für Arbeiterkinder verbessert sah.
Weber stand für den Schutz des ungeborenen Lebens, als die Reform des § 218 StGB im DGB seit den 1970er-Jahren kontrovers debattiert wurde. In dieser Auseinandersetzung verwies Weber gegenüber der Mehrheit der Gewerkschaftsfunktionärinnen, die Webers Position mit Nachdruck kritisierten, auf ihre Erfahrungen im Nationalsozialismus und auf ihre christlich geprägte Ablehnung jeder Form eines aus ihrer Sicht legalisierten Tötens.
An der Reform der Beruflichen Bildung beteiligte sich Weber in der Phase besonderer staatlicher Aktivitäten um das Berufsbildungsgesetz 1969 intensiv. Das 1970 in Berlin errichtete Bundesinstitut für Berufsbildungsforschung, das als Vorbild für das 1975 etablierte Europäische Zentrum für die Förderung der Berufsbildung diente, basierte auf Initiativen Maria Webers. Auch der Ausbau der Bundesschulen des DGB in den 1970er-Jahren erfolgte unter ihrer Leitung.

## Beteiligungen in Gremien und Organisationen
Auf nationaler und internationaler Ebene nahm Weber im Verlauf ihrer Karriere diverse Funktionen wahr.
So war sie auf europäischer Ebene im Wirtschafts- und Sozialausschuss und im Beratenden Ausschuss für Berufsausbildung der EG-Kommission vertreten. Im Internationalen Bund Freier Gewerkschaften (IBFG) nahm sie als Mitglied und Vorsitzende an den Sitzungen im Ausschuss für Fragen weiblicher Arbeitnehmer teil. Sie gehörte dem Beratenden Ausschuss für weibliche Arbeitnehmer beim Internationalen Arbeitsamt in Genf an. Als Delegierte nahm sie an Internationalen Arbeitskonferenzen der Internationalen Arbeitsorganisation (IAO/ILO) teil. Zeitweilig war sie Präsidentin des Europäischen Zentrums für die Förderung der Berufsbildung. Von 1957 bis 1974 saß Weber in verschiedenen Gremien der Bundesanstalt für Arbeit in Nürnberg. Sie war u. a. Mitglied in Aufsichtsräten und Aufsichtsgremien im Ruhrbergbau und bei der Mannesmann AG, für die Alte Volksfürsorge, für die Volksfürsorge Deutsche Sachversicherung Eigenhilfe AG oder die Vermögensverwaltungs- und Treuhandgesellschaft des DGB. Sie agierte als Vorsitzende des Deutschen Frauenrates. Als verantwortlicher DGB-Vorstand für Bildungspolitik war Weber führend in den Kuratorien der Hans-Böckler-Stiftung, der Akademie der Arbeit in Frankfurt am Main und der Sozialakademie in Dortmund vertreten. Sie war darüber hinaus von 1958 bis 1977 Mitglied im Präsidium der Deutschen Gartenbau-Gesellschaft unter dem Präsidenten Graf Lennart Bernadotte.

## Zitat
„Gewerkschaftsarbeit ist keine Arbeit im geschichtslosen Raum. Der Auftrag zur Veränderung der Lebens- und Arbeitsbedingungen ist durch die Geschichte bestätigt und immer wieder  - für jede Gewerkschaftsgeneration - neu gestellt“

## Ehrungen
Zeitgleich mit ihrem 60. Geburtstag wurde Weber im Dezember 1979 mit dem Großen Verdienstkreuz der Bundesrepublik Deutschland ausgezeichnet. Im Mai 1982 wurde ihr unmittelbar vor ihrer Verabschiedung aus der aktiven Gewerkschaftsarbeit das Große Verdienstkreuz mit Stern verliehen. Außerdem erhielt sie am 18. September 1986 den Verdienstorden des Landes Nordrhein-Westfalen.
In Essen-Katernberg ist heute der Maria-Weber-Weg nach ihr benannt. Der Maria-Weber-Grant der Hans-Böckler-Stiftung trägt in Anerkennung der Arbeit Maria Webers für Bildungspolitik und Bildungsgerechtigkeit seit dem Jahr 2017 ihren Namen.

## Schriften
- Um die Ordnung der Berufsausbildung, in: Die Quelle 12/1963, S. 566–567.
- Der Bundesausschuss für Berufsbildung, in: Die Quelle 4/1971, S. 183–185.
- Programmatische Forderungen des DGB im Jahr der Arbeitnehmerin, in: Gewerkschaftliche Monatshefte 23, 1972, S. 673–687.
- Forderungen des DGB zur beruflichen Bildung, in: Gewerkschaftliche Monatshefte 24, 1973, S. 137–146.
- 25 Jahre gewerkschaftliche Frauenarbeit hatte Erfolg, in: Die Quelle 4/1974, S. 148–150.
- Gewerkschaftliche Politik für Frauen im „Internationalen Jahr der Frau 1975“, in: Gewerkschaftliche Monatshefte 26, 1975, S. 658–665.
- Gewerkschaftliche Hochschulpolitik, in: Gewerkschaftliche Monatshefte 28, 1977, S. 65–71.
- Die Gleichberechtigung der Frauen und Männer muss verwirklicht werden, in: Die Quelle 1/1979, S. 12.
- Gleichberechtigung ist nach wie vor ein schwieriges Geschäft, in: Die Quelle 1/1980, S. 11–12.
- (Hrsg.): Gewerkschaftliche Bildungsarbeit – konkret, Köln 1982.